# معدن (حبيش)

تعديل مصدري - تعديل

معدن هي إحدى قرى عزلة جبل عميقة بمديرية حبيش التابعة لمحافظة إب، بلغ تعداد سكانها 1232 نسمة حسب تعداد اليمن لعام 2004.